# ユースホステル新長谷寺
ユースホステル新長谷寺（ユースホステルしんはせでら）は日本ユースホステル協会に加盟している愛媛県のユースホステル。

## アクセス
- 予讃線伊予寒川駅から 徒歩20分 または伊予三島駅からバスでせとうちバス15分西浜下車 徒歩20分